# Phoxocampus tetrophthalmus
Phoxocampus tetrophthalmus es una especie de pez de la familia Syngnathidae en el orden de los Syngnathiformes.

## Morfología
Los machos pueden alcanzar 8 cm de longitud total.

## Reproducción
Es ovovivíparo y el macho transporta los huevos en una bolsa ventral, la cual se encuentra debajo de la cola.

## Hábitat
Es un pez de mar y de clima tropical y asociado a los arrecifes de coral que vive hasta 20 m de profundidad.

## Distribución geográfica
Se encuentra en Indonesia (incluyendo el oeste de Irian Jaya), las Filipinas y Guam.